# 原子力飛行機
原子力飛行機（げんしりょくひこうき）は、原子力（核エネルギー）をエネルギー源とした飛行機である。過去実際に検討されたものは全て核分裂を利用するもので、実用化された船舶はともかく、鉄道その他様々な交通機関に原子力の応用が研究されていた1950年代に着手された。幾つか試作され、一説には実際に原子力で飛行したとされているものもあるが、問題が余りに多く実用化されずに終息した。

## 概要
主として軍事目的の利用が考えられ、冷戦下で、効果的かつ強力な核兵器運搬手段として、主にアメリカ合衆国とソビエト連邦で一時真剣に開発が検討された。 原子力潜水艦と同様に、超長時間滞空を可能にするものと期待された反面、本来軽量を求められる航空機と放射線遮蔽体の重さは相容れず、乗員の被曝、大気汚染、万一の墜落時の核汚染物質拡散など、課題は山積していた。

## アメリカ
| 試験飛行中のNB-36H |  | 試作された原子力エンジン"Tory-IIC" |
| 試験飛行中のNB-36H |  | 試作された原子力エンジン"Tory-IIC" |

空軍（米空軍）のWS-125（en:WS-125、en:Weapon system の記事も参照）研究開発計画は、原子力動力の戦略爆撃機を最終目標とした構想で、超大型のレシプロ爆撃機（ブースターとしてジェットエンジンも装着）B-36を用いた遮蔽性能検証用の実験機NB-36Hが実際に試作され、模擬原子炉を搭載して通常動力による飛行試験も行われたが、データ収集のみに終わった。
また、XプレーンのひとつのX-6も、B-36の改造を検討した。機内にP-1小型原子炉を搭載し、取り出した熱でJ47改造のX39原子力ターボジェットエンジン4基を駆動し推進するものである。熱交換には金属ナトリウムによる間接冷却法（高速増殖炉でも用いられる）が当初検討されたが、技術上・重量上の問題から、大気による直接冷却法が次善策として浮上した。これは吸入した大気を炉心に導入し、熱膨張させ噴流として推進する計画だったが、放射能汚染が発生するなど余りに危険なため机上案のみで放棄された。
1958年には、巡航ミサイルの動力を当初の目的として、ラムジェットエンジンの熱源に原子力を用いるプルート計画が始動し、検証エンジン"Tory-IIC" も試作されたが、1964年に放棄された。
試験飛行時には放射線測定の機材を搭載した大型機と墜落時に現場を封鎖する兵士を乗せた輸送機を随伴させていた。このほか1959年には放射性物質が飛散した事故現場での作業を目的としてゼネラル・エレクトリックに対し有人モビル・マニピュレーター（自走ロボットアーム）の開発を依頼、ビートルが試作された。

## ソビエト連邦

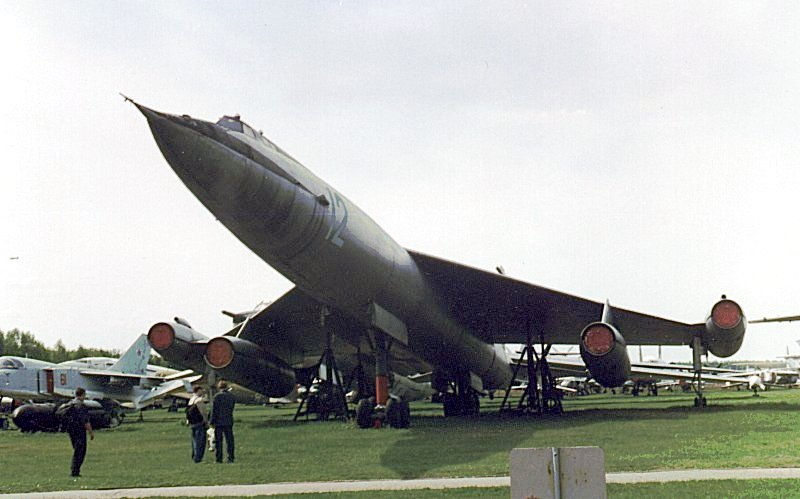
ミヤシシチョフM-50戦略爆撃機(モニノ空軍博物館に唯一現存する機体)

ソ連も原子力飛行機を開発しており、改造したTu-95ターボプロップ戦略爆撃機に小型原子炉を搭載したTu-119で試験していた。
Tu-119は、原型のTu-95の搭載エンジンであるクズネツォフNK-12とは別に、クズネツォフNK-14原子力エンジンを搭載していた。実際に飛行中に原子炉を稼動させ、1965年に初飛行したといわれている。一部情報によれば48時間連続して原子炉を稼動させることに成功したとされ、乗員は被曝せず生還できたというが、実際にはその大半が数年のうちに亡くなったようである。詳細は当該項目を参照。
西側では一時、ミヤシシチョフ設計局の試作超音速戦略爆撃機M-50を”ソ連の原子力飛行機”とする誤報が流布した。ソ連側も、実際には亜音速機だったM-50を1961年7月のツシノ航空ショーで公開し、西側関係者に対して喧伝した。そのためM-50に「バウンダー」(Bounder  ごろつき・無法者)というNATOコードネームが与えられ、ソ連の脅威が取り沙汰された。M-50を原子力機と誤認した経緯は不明で、大型のエンジン配置が異例だったためとも、ソ連の科学雑誌に掲載された原子力飛行機の想像図と似ていたためとも言われているが、定かではない。
アメリカ同様に、ソ連でも原子力飛行機は実用化されなかった。

## 日本
具体的な開発計画ではないが、1956年に近鉄あやめ池遊園地で行われた「楽しい生活と住宅博覧会」では、見物客が内部に入ることが可能な「原子力飛行機」の実物大模型が、他の航空機とともに展示されていた。